# Lomariopsis spectabilis
Lomariopsis spectabilis är en ormbunkeart som först beskrevs av Kze., och fick sitt nu gällande namn av Georg Heinrich Mettenius. Lomariopsis spectabilis ingår i släktet Lomariopsis och familjen Lomariopsidaceae. Inga underarter finns listade.